# T1 공간
일반위상수학에서 T1 공간(T1空間, 영어: T1 space)은 주어진 두 점에 대하여, 첫째를 포함하며 둘째를 포함하지 않는 열린집합이 존재하는 위상 공간이다. 이는 콜모고로프 공간보다 강하지만, 하우스도르프 공간보다 약한 개념이다. 간혹 프레셰 공간(Fréchet space)이라고도 하는데, 이 용어는 함수해석학에서 다루는, 무관한 개념인 프레셰 공간과 혼동될 수 있다.

## 정의
위상 공간 {\displaystyle X}에 대하여, 다음 두 조건이 서로 동치이며, 이를 만족시키는 위상 공간을 R0 공간이라고 한다.
- 임의의 {\displaystyle x,y\in X}에 대하여, 만약 {\displaystyle x\in U\not \ni y}인 열린집합 {\displaystyle U}가 존재한다면, {\displaystyle x\not \in V\ni y}인 열린집합 {\displaystyle V}가 존재한다.
- 임의의 열린집합 {\displaystyle U\subset X}에 대하여, {\displaystyle U=\bigcup _{C\in {\mathcal {C}}}C}인 닫힌집합들의 집합 {\displaystyle {\mathcal {C}}\subset {\mathcal {P}}(X)}이 존재한다.

위상 공간 {\displaystyle X}에 대하여, 다음 조건들이 서로 동치이며, 이를 만족시키는 위상 공간을 T1 공간이라고 한다.
- 임의의 {\displaystyle x,y\in X}에 대하여, 만약 {\displaystyle x\neq y}라면, {\displaystyle x\in U\not \ni y}인 열린집합 {\displaystyle U}가 존재한다.
- 콜모고로프 공간이며 R0 공간이다.
- 임의의 {\displaystyle x\in X}에 대하여, {\displaystyle \{x\}}는 닫힌집합이다.
- 임의의 유한 집합 {\displaystyle S\subseteq X}는 닫힌집합이다.
- 임의의 부분 집합 {\displaystyle S\subseteq X}에 대하여, {\displaystyle S}를 포함하는 모든 열린집합들의 교집합은 {\displaystyle S}와 같다.

위상 공간 {\displaystyle X}에 대하여, 다음 조건들이 서로 동치이며, 이를 만족시키는 위상 공간을 TD 공간이라고 한다.
- 임의의 부분 집합 {\displaystyle S\subseteq X}의 유도 집합은 닫힌집합이다.
- 임의의 {\displaystyle x\in X}에 대하여, {\displaystyle \{x\}}의 유도 집합은 닫힌집합이다.
- 임의의 {\displaystyle x\in X}에 대하여, {\displaystyle \{x\}=U\cap F}인 열린집합 {\displaystyle U} 및 닫힌집합 {\displaystyle F}가 존재한다.

이와 관련된 위상 공간의 종류로 다음이 있다.
| 모든 한원소 집합이 … | 닫힌집합이어야 한다 | 열린집합이어야 한다 | 닫힌집합일 수 없다   | 열린집합일 수 없다 | 열린집합과 닫힌집합의 교집합이어야 한다 |
| -------------------- | ------------------- | ------------------- | -------------------- | ------------------ | --------------------------------------- |
| 위상 공간의 종류     | T1 공간             | 이산 공간           | (특별한 이름이 없음) | 자기 조밀 공간     | TD 공간                                 |

## 성질
다음과 같은 포함 관계가 성립한다.
하우스도르프 공간(T2) ⊊ T1 공간 = (R0 공간 ∩ 콜모고로프 공간(T0)) ⊊ TD 공간 ⊊ 콜모고로프 공간(T0)

### 차분한 공간과의 관계
차분한 공간과 T1 공간은 서로를 함의하지 않는다.
차분한 TD 공간의 부분 집합은 차분한 공간이다. 그러나 이는 일반적인 차분한 공간에 대해서는 성립하지 않는다.

## 예
모든 알렉산드로프 공간은 TD 공간이다.:35, Theorem 5.2 특히, 모든 유한 콜모고로프 공간은 TD 공간이다.